# 王壽彭

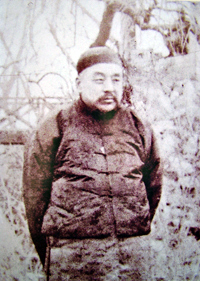

王壽彭（1875年—1929年），字次篯。山东潍县（今潍坊）人。
清光绪元年（1875年）生于山东莱州府潍县南关(今潍坊市寒亭区)，早年苦讀，光绪二十八年济南乡试中山东第三十五名举人，光绪二十九年（1903年）状元。授翰林院修撰。
1905年（光绪三十一年），王寿彭随载泽、端方五大臣被派赴日本考察政治、实业、教育等，回国后著有《考察录》《靖盦诗文稿》等倡导教育改良，兴办实业，曾任袁世凯总统府秘书。1910年出任正三品湖北省提学使，兼布政使，代理湖北巡抚，创办两湖优级师范学堂，任内首创预算制度，制定学款独立章程，办学经费专款专用。辛亥革命后，任山东巡按使署秘书，教育司长，北京总统府秘书、秘书长。
1925年被张宗昌委任为山东省教育厅厅长，任内开办省立山东大学并自兼校长。任内处理校务方式保守，每逢开学典礼及孔子诞辰，全校师生一律长袍马褂，由他带领向孔子神位行跪拜叩首礼。
北伐结束后张宗昌失势，王寿彭搬至天津定居，1929年病逝，终年55岁。